# Elling (film)
Elling è un film del 2001 diretto da Petter Næss.
Il film ha ricevuto la nomination all'Oscar come migliore film straniero nel 2002, battuto poi dal film No Man's Land. Girato quasi interamente a Oslo, prende ispirazione da molti romanzi, ma soprattutto da Brødre i Blodet di Ingvar Ambjørnsen.
Il film ha avuto un primo seguito nel 2003 e un secondo nel 2005. Il primo, Elling 2: Mors Elling (Mors Elling) è diretto da Eva Isaksen ed è un prequel che racconta la vita di Elling con l'anziana madre, che lo porta con sé nel viaggio che aveva sempre sognato. Il secondo, che vede di nuovo alla regia Petter Næss e si intitola Love me tomorrow (Elsk meg i morgen), tratta gli sviluppi d'amore di Elling e Kjell Bjarne, protagonisti del primo film.

## Trama
Elling è un uomo di 40 anni che ha vissuto l'intera sua vita solo e soltanto con sua madre. Dopo la morte di lei, Elling viene portato via e messo in una casa di cura. In quest'ultima tentano di guarirlo da tutte le sue fobie e proprio qui conosce Kjell Bjarne, un uomo molto semplice, ossessionato dalle donne e dal sesso. Dopo due anni chiusi nella struttura sanitaria di reinserimento, il governo norvegese decide che è il momento che vengano reintrodotti nel mondo civile e mette loro a disposizione un appartamento nel centro di Oslo. I due vengono messi anche sotto la custodia dell'assistente sociale, Frank Åsli, persona dai metodi molto rozzi ma efficaci. I due d'ora in poi dovranno vedersela da soli, confrontarsi  con la vita reale e tentare di superare insieme tutte le loro paure. All'inizio, entrambi fanno fatica persino ad uscire di casa, ma pian piano riescono a interagire e integrasi col mondo esterno. Un giorno, però, Kjell Bjarne conosce una donna di cui si innamora. Questo porta a destabilizzare il rapporto tra i due, che cominciano a litigare, perché Elling ha paura di perdere il suo unico amico. Solo con l'incontro con Alfons, un anziano rimasto vedovo e completamente solo (che si scoprirà poi essere un poeta), Elling ritrova un po' di felicità. Ma saranno le poesie, che comincerà a comporre, che lo renderanno sempre più felice. Per far conoscere a tutti le sue creazioni, Elling le scrive su dei fogli che poi attacca all'interno delle confezioni di crauti e le lascia sugli scaffali dei supermercati. Si firma soltanto con lo pseudonimo di E., perché non vuole che nessuno sappia chi è l'autore di quei componimenti. Anche quando l'amico poeta gli dice che ha del talento, Elling non cercherà il successo ma rimarrà sempre uno "scrittore underground".

## Riconoscimenti
- Nominato all'Oscar come miglior film straniero nel 2002
- Nominato all'Amanda Award (Norvegia) per il miglior attore (Per Christian Ellefsen)